# Апельсинова війна
Апельси́нова війна́, або Помара́нчева війна́ (порт. Guerra das Laranjas, фр. Guerre des Oranges, ісп. Guerra de las Naranjas) — тритижневий військовий конфлікт між Іспанією та Португалією у 1801 році.

## Передумови
У 1800 році союзні Франція та Іспанія в особі першого консула Наполеона Бонапарта і іспанського міністра Мануеля Годоя зажадали від Португальського королівства розірвати союзні відносини з Британською імперією і вступити в союз з Бонапартом (проти Англії), поступившись при цьому Франції чималу частину її національних територій. Португалія, чиї союзні відносини з Великою Британією були засновані ще в 1373 року висновком договору між королем Англії Едуардом III і правителями Португалії королем Фернанду I і королевою Леонорою, висунуті вимоги не прийняла.
1 жовтня 1800 Іспанія і Франція підписали договір в Сан-Ільдефонсо, підтверджений пізніше договором в Аранхуесі від 21 березня 1801 року. Згідно з наступним договором у Бадахосі 29 січня Іспанія зобов'язалася оголосити війну Португалії, і в квітні 1801 р. союзні французькі війська підійшли до кордону з Португалією.

## Хід війни
20 травня 1801 року сили французів були підкріплені іспанськими військами під командуванням Мануеля Годоя. Генерал-капітан Годой на чолі 60-тисячної армії практично в дводенний термін окупував Португалію.
Вважається, що іспанські солдати вітали Годоя апельсиновими гілками, від чого війна і отримала таку назву. Або ж упевнений в успіху Годой відіслав іспанській королеві Марії-Луїзі, чиїм фаворитом він був, кошик з апельсинами, обіцяючи, що наступний вже вишле з Лісабона. Також є думка, що перед боєм відбулася зустріч командувачів ворогуючих сторін, на якій було вирішено, що Португалії немає сенсу воювати за Англію, а Іспанії — за Францію, і всі військові дії будуть спрямовані на безкровопролитне маневрування (в апельсинових плантаціях).
Португальськими військами (2000 кавалерії і 16 000 піхоти) командував 82-річний прем'єр-міністр Жуан Карлос де Соуза, 2-й герцог Лафойнш. Через швидкоплинність військових дій основні сили французів під командуванням генерала Леклерка (Charles Victor Emmanuel Leclerc) так і не взяли участі в боях.
6 червня 1801 року в Бадахосі був підписаний мирний договір.

## Наслідки
За умовами договору Іспанія отримала невеликий прикордонний округ Олівенса, а Португалія зобов'язалася закрити свої порти для британських суден і виплатити Франції контрибуцію у 20 мільйонів франків. Згодом до договору були внесені зміни, новий варіант був підписаний 29 вересня 1801 року королем Португалії Жуаном VI в Мадриді.
Після перемоги англійців над франко-іспанськими морськими силами в Трафальгарській битві, що стався 21 жовтня 1805 року, уряд Португалії вирішили відновити відносини зі своїм давнім союзником. Це призвело до початку війни на Піренейському півострові, у результаті чого були скасовані угоди Бадахоського і Мадридського мирних договорів.